# Bishnāh
Bishnāh är en ort i Indien.   Den ligger i distriktet Jammu och unionsterritoriet Jammu och Kashmir, i den norra delen av landet, 500 km nordväst om huvudstaden New Delhi. Bishnāh ligger 294 meter över havet och antalet invånare är 11 645.
Terrängen runt Bishnāh är platt. Runt Bishnāh är det tätbefolkat, med 442 invånare per kvadratkilometer. Närmaste större samhälle är Jammu, 13,9 km norr om Bishnāh. Trakten runt Bishnāh består till största delen av jordbruksmark.